# ジョン・チャールズ・フィールズ
ジョン・チャールズ・フィールズ（John Charles Fields, 1863年5月14日-1932年8月9日）は、カナダ出身の数学者。数学のノーベル賞とも呼ばれるフィールズ賞の提唱者として知られる。フィールズ賞は1932年、チューリヒで開催された国際数学者会議で制定され、1936年に彼が残した遺産を基金として設立された。

## 略歴
現在のオンタリオ州ハミルトン生まれ。1884年にトロント大学を卒業し、アメリカ・メリーランド州ボルチモアにあるジョンズ・ホプキンス大学で博士号を取得した（博士論文は方程式 {\displaystyle {\frac {d^{n}y}{dx^{n}}}=x^{m}y}
に関する命題）。その後、アメリカでの研究に限界を感じて1891年、研究の場をベルリンやパリなどのヨーロッパに移して代数学に関する研究を開始し、ワイエルシュトラスやクライン、フロベニウス、プランクらと交友関係を持った。1902年、母校のトロント大学に教授として招かれカナダに戻ったフィールズは、数学の発展に尽くすことを思い、国際数学者会議の開催などのため寄付金75,000ドルを集め、また、1913にロンドンの王立協会フェローに選出され、1919年から1925年までカナダ王立協会（Société royale du Canada）の理事長を務めた。
1920年代後半には数学者の業績顕彰のため、数学賞の創設を考え47,000ドルを集めたが、1932年に死去したため、1936年より開始されたフィールズ賞の創設を見ることができなかった。